# Gemmatimonadota
Gemmatimonadota ist ein 2003 charakterisiertes Phylum (auch Abteilung, englisch division, lateinisch divisio) von Bakterien. Das Phylum enthält zwei Klassen, Gemmatomatonadetes und – später hinzugekommen – Longimicrobia.
Gemmatimonadota sind ein relativ häufiger Bestandteil der mikrobiellen Gemeinschaften im Boden, wo sie 1–2 % der vorhandenen Bakterien ausmachen. Sie kommen aber auch in Süßgewässern, Kläranlagen und Sedimenten vor.

## Forschungsgeschichte
Das erste Mitglied dieser Gruppe, Gemmatimonas aurantiaca wurde 2003 im Schlamm einer Kläranlage entdeckt. Dieses Bakterium ist gram-negativ, bazillenartig, aerob und scheint sich durch Knospung zu vermehren.
Ursprünglich wurde diese Verwandtschaftsgruppe (Klade) – damals nur aus der ursprünglichen Klasse bestehend – als Candidate division BD oder BD-Gruppe (en. BD group) bezeichnet, für die dann 2003 durch Zhang et al. der offizielle Name Gemmatimonadetes (für Phylum und Klasse) eingeführt wurde. Die Entdeckung der zweiten Klasse Longimicrobia 2016 machte eine Unterscheidung von Phylum und der ursprünglichen Klasse erforderlich.
Ein erster Vorschlag war es, das Phylum Gemmatimonadetes umzubenennen in „Gemmatimonadaeota“ (Orden et al. 2015) oder in  „Gemmatimonadota“ (Whitman et al. 2018). Thomas Cavalier-Smith schlug 2020 umgekehrt vor, die Klasse Gemmatimonadetes umzubenennen in „Gemmatimonadia“.
Die ursprüngliche Autorengruppe um Zhang schlug schließlich 2021 vor, das Phylum Gemmatimonadetes in Gemmatimonadota umzubenennen, was eine Korrektur oder Modifikation ihrer ursprünglichen Benennung darstellt.

## Vorkommen
Die Typusart Gemmatimonas aurantiaca wurde mit ihrem Referenzstamm T-27T 2003 aus Belebtschlamm (en. activated sludge) in einer Kläranlage isoliert.
Es handelt sich um ein gram-negatives Bakterium, das sowohl aerob als auch anaerob leben kann.
Die zweite kultivierte Art, Gemmatirosa kalamazoonensis (Stamm KBS708) wurde aus ökologisch bewirtschafteten landwirtschaftlichen Böden in Michigan, USA, isoliert.
Die dritte kultivierte Art, Gemmatimonas phototrophica, Stamm AP64T, wurde aus dem flachen Süßwasser-Wüstensee Tian'ehu (天鹅湖 Tiān é hú, deutsch ‚Schwanensee‘, englisch Swan Lake, 42,005° N, 101,585° O, an der Bahnstrecke Linhe–Ceke) in der westlichen Gobi-Wüste, Nordchina, isoliert.
Longimicrobium terrae wurde mit Stamm CB-286315T aus einer Bodenprobe von einem typischen mediterranen Waldökosystem in Granada, Spanien, isoliert.
Diese Art ist an oligotrophe Bedingungen angepasst und hat selbst unter optimalen Bedingungen eine Generationszeit von 13,5 Stunden.
Die Probe für Roseisolibacter agri, Stamm AW1220, wurde 2012 in Mashare, Namibia aus für den Maisanbau genutzten Auenböden (en. floodplain soil) entnommen und 2018 veröffentlicht.
Daten aus kulturunabhängigen Studien zeigen, dass Vertreter der Gemmatimonadota in vielen natürlichen Lebensräumen weit verbreitet sind.
Sie machen etwa 2 % der bakteriellen Bodengemeinschaften aus und gehören zu den neun wichtigsten Phyla, die in Böden vorkommen; dennoch gibt es derzeit (2013) nur sechs kultivierte Isolate.
Gemmatimonadota wurden in einer Vielzahl von trockenen Böden wie Grasland, Prärie und Weideböden sowie in eutrophen Seesedimenten und alpinen Böden gefunden.
Dieses breite Spektrum an Umgebungen, in denen Gemmatimonadota gefunden wurden, deutet auf eine Anpassung an niedrige Bodenfeuchtigkeit hin.
Eine Studie zeigte, dass die Verteilung der Gemmatimonadota im Boden eher von der Verfügbarkeit von Feuchtigkeit als von der Aggregation abhängt, was die Annahme bestärkt, dass die Mitglieder dieses Stammes trockenere Böden bevorzugen.
Kleinere Zahlen wurden auch in verschiedenen aquatischen Umgebungen wie Süßwasser und Sedimenten gefunden.

## Systematik
Die hier angegebene Taxonomie basiert mit Stand 28. Februar 2022 auf den folgenden Quellen:
- L – List of Prokaryotic names with Standing in Nomenclature (LPSN), Deutsche Sammlung von Mikroorganismen und Zellkulturen (DSMZ)[12]
- N – National Center for Biotechnology Information (NCBI, Taxonomy Browser)[1]
- W – World Register of Marine Species (WoRMS)[13]

Weitere Informationsquellen sind das All-Species Living Tree Project (SILVA), GTDB 05-RS95 (Genome Taxonomy Database), OneZoom und Parks et al. (2020).
Phylum: Gemmatimonadota Zhang et al. 2021 (L,N), synonym „Gemmatimonadota“ Whitman et al. 2018 (L), „Gemmatimonadaeota“ Oren et al. 2015 (L,N), Gemmatimonadetes [phylum] Zhang et al. 2003 (L,N,W), früher Candidate division BD (N) oder BD-Gruppe (en. BD group).
- Klasse: Gemmatimonadetes [class] Zhang et al. 2003 (L,N,W), synonym „Gemmatimonadia“ Cavalier-Smith 2020 (L)
  - Ordnung: Gemmatimonadales Zhang et al. 2003 (L,N,W)
    - Familie: Gemmatimonadaceae Zhang et al. 2003 (L,N,W)
      - Gattung: Gemmatimonas Zhang et al. 2003 emend. Zeng et al. 2015 (N)[18] bzw. nur Zhang et al. 2003 (L) – ohne Autorennennung (W) – Typus
      - Gattung: „Gemmatirosa“  DeBruyn et al. 2013 (L,N)
        - Spezies: „G. kalamazoonesis“ DeBruyn et al. 2013 (L,N)

      - Gattung: Roseisolibacter Pascual et al. 2018 (L,N)
        - Spezies: R. agri Pascual et al. 2018 (L,N)

      - ohne Gattungszuweisung: Gemmatimonadaceae bacterium 4484_173 (N), Gemmatimonadaceae bacterium LWQ133 (N)

    - Gemmatimonadales mit vorläufigen Bezeichnungen ohne nähere Zuordnung (N)[19]
- Klasse: Longimicrobia Pascual et al. 2016 (L,N)
  - Ordnung: Longimicrobiales Pascual et al. 2016 (L,N)
    - Familie: Longimicrobiaceae Pascual Pascual et al. 2016 (L,N)
      - Gattung: Longimicrobium Pascual et al. 2016 (L,N) – Typus
        - Spezies: L. terrae Pascual et al. 2016 (L,N)

    - Longimicrobiales mit vorläufigen Bezeichnungen ohne nähere Zuordnung (N)[20]
- Gemmatimonadetes mit vorläufigen Bezeichnungen ohne nähere Zuordnung (N)[21]